# Vladimir Michajlovič Petrov
Vladimir Michajlovič Petrov (San Pietroburgo, 22 luglio 1896 – Mosca, 7 gennaio 1966) è stato un regista cinematografico russo.

## Filmografia (parziale)

### Regista
- Adres Lenina (1929)
- L'uragano (Гроза) (1933)[1][2]
- Pietro il Grande (1937)[3]
- Orizzonte di gloria (1938)
- Čapaev s nami (1941)
- Neulovimyj Jan (1942)
- Kutuzov (1943)
- Jubilej (1944)
- Colpevoli senza colpa (1945)
- La battaglia di Stalingrado (Stalingradskaya bitva I,II) (1949)
- Sportivnaja čest' (1950)
- Revizor (1952)[4]
- Poedinok (1957)
- Nakanune (1959)
- Russkij les (1964)